# Kabinett Müller II

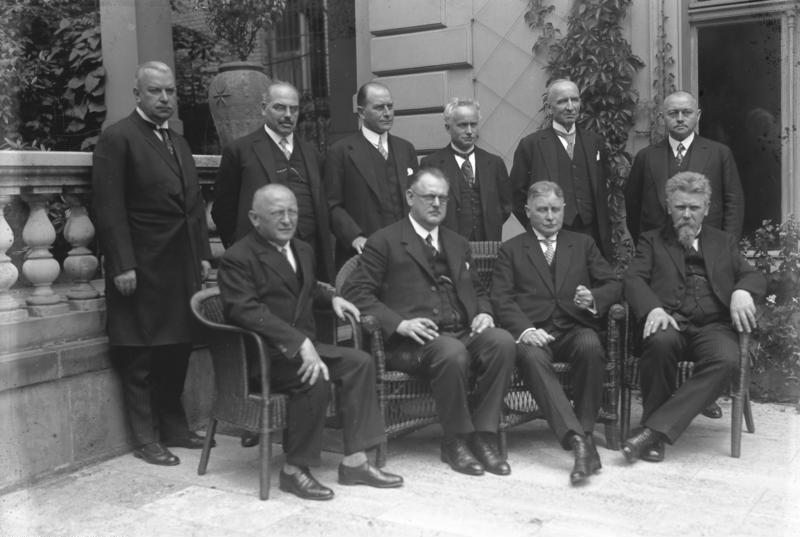
Das Kabinett im Juni 1928:
V. l. n. r. stehend: Hermann Dietrich, Rudolf Hilferding, Julius Curtius, Carl Severing, Theodor von Guérard, Georg Schätzel
Sitzend: Erich Koch-Weser, Hermann Müller, Wilhelm Groener, Rudolf Wissell
Nicht im Bild: Gustav Stresemann

Das Kabinett Müller II amtierte als deutsche Reichsregierung in der Weimarer Republik vom 28. Juni 1928 bis zum 27. März 1930. Sie war die zweite Große Koalition dieser Epoche. Unter dem sozialdemokratischen Reichskanzler Hermann Müller kam diese Koalition aus SPD (Sozialdemokratische Partei Deutschlands), DDP (Deutsche Demokratische Partei), Zentrum (Deutsche Zentrumspartei), BVP (Bayerische Volkspartei) und DVP (Deutsche Volkspartei) auf die längste Regierungszeit dieser politisch instabilen Republik. Die Koalition konnte einige außenpolitische Erfolge erzielen, zerbrach aber schließlich an innenpolitischen Differenzen. Sie war zugleich die letzte Regierung der Weimarer Republik, die sich auf parlamentarische Mehrheiten stützte. Die nachfolgenden Präsidialkabinette, beginnend mit dem Kabinett Brüning I, regierten mit Hilfe der Notverordnungsvollmachten des Reichspräsidenten.

## Wahlen
- KPD: 54
- SPD: 153
- DDP: 25
- Z: 61
- BVP: 17
- WP: 23
- DVP: 45
- DNVP: 73
- NSDAP: 12
- Sonst.: 28

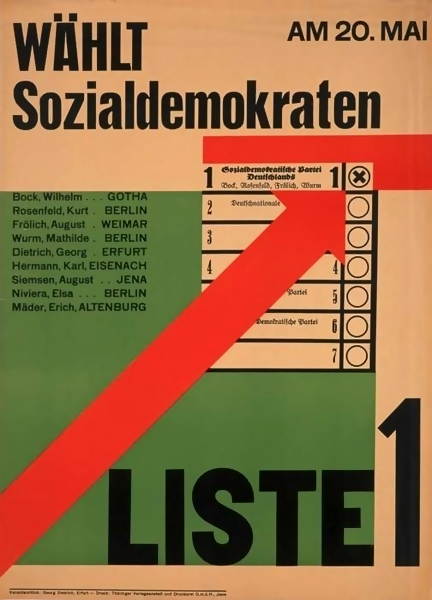
Plakat der SPD zur Reichstagswahl 1928

Nachdem die Bürgerblock-Regierung unter Reichskanzler Wilhelm Marx (Kabinett Marx IV) an unterschiedlichen schulpolitischen Vorstellungen gescheitert war, wurden für den 20. Mai 1928 Reichstagswahlen angesetzt.
Die Linksparteien SPD und KPD gingen als Sieger aus diesen Wahlen hervor. Die SPD gewann 22 Sitze hinzu und verfügte damit über 153 der 491 Reichstagssitze. Die KPD erhöhte ihre Mandatszahl von 45 auf 54. Das bürgerliche Parteienspektrum war stark in Bewegung geraten. Insbesondere die bürgerlichen Mittelparteien und die DNVP waren die Wahlverlierer. Die DNVP verfügte nicht mehr über 103, sondern nur noch über 73 Sitze. Die DVP verlor 6 Mandate und kam fortan auf 45 Sitze. Die DDP rutschte von 32 auf 25 Sitze ab. Auch das Zentrum musste 7 Sitze abgeben und verfügte nun über 62, die BVP stellte 16 Mandatsträger (vorher 19). Die NSDAP verlor 2 Mandate und stellte nunmehr 12 Reichstagsabgeordnete.
Die Wahl zeigte, dass die Bindungsfähigkeit der Mittelparteien nachließ. Ein beachtlicher Teil ihrer vormaligen Wähler wandte sich von den demokratisch-liberalen Parteien ab und favorisierte reine Interessenparteien, wie die Wirtschaftspartei oder die Christlich-Nationale Bauern- und Landvolkpartei. 1924 konnten die reinen Interessenparteien zusammen 4,9 Prozent der abgegebenen Stimmen auf sich vereinigen. 1928 wuchs dieser gemeinsame Stimmenanteil auf 8,6 Prozent. Schon in der nächsten Reichstagswahl vom 14. September 1930 sollten manche dieser Wähler zur NSDAP überlaufen. Retardiert wurde diese Entwicklung durch die Sezessionen in der DNVP; 1932 gingen die Wähler der Interessenparteien dann fast restlos zur NSDAP über. Die erheblichen Verluste der DNVP führten in dieser Partei zu einer Stärkung der antidemokratischen Bestrebungen. Im Oktober 1928 wurde Alfred Hugenberg, der Führer ihres nationalistischen Flügels, Parteivorsitzender, was zu den eben erwähnten Abspaltungen führte.

## Regierungsbildung

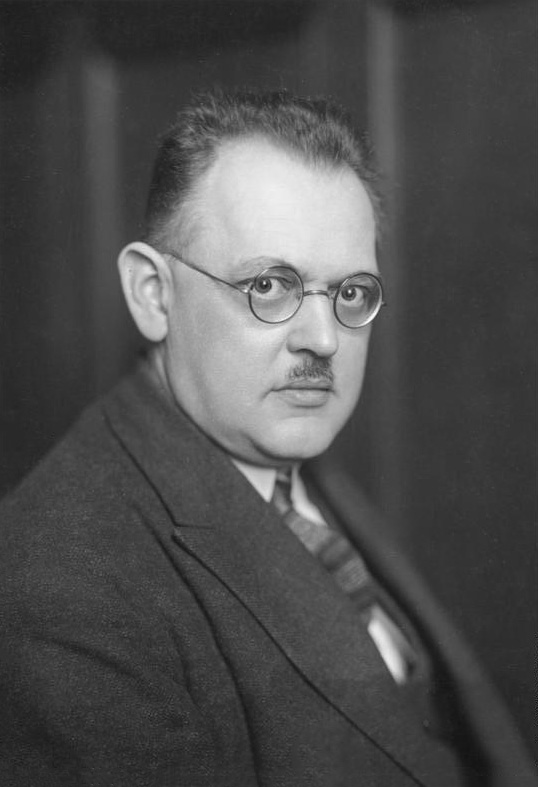
Hermann Müller 1928

Die SPD als stärkste Fraktion im Reichstag sondierte die Möglichkeiten einer Regierungsbildung. Bereits 1927 hatte sie auf dem Parteitag in Kiel ihre Bereitschaft zur Regierungsverantwortung zum Ausdruck gebracht. Viele Alternativen bei der Regierungsbildung gab es nicht. Die Mandate reichten nicht, um eine Weimarer Koalition zu bilden (also ein Bündnis von SPD, Zentrum und DDP). Eine Regierung aller bürgerlichen Parteien gegen die Sozialdemokraten war ebenfalls nicht möglich, auch dafür reichte die Anzahl der Mandate nicht. Als Lösung blieb eine Große Koalition, also die Weimarer Koalition, erweitert um BVP und DVP. Diese Konstellation kam rechnerisch auf 301 Mandate.
| Kabinett Müller II 28. Juni 1928 bis 27. März 1930 | Kabinett Müller II 28. Juni 1928 bis 27. März 1930                         | Kabinett Müller II 28. Juni 1928 bis 27. März 1930 |
| Amt                                                | Name                                                                       | Partei                                             |
| -------------------------------------------------- | -------------------------------------------------------------------------- | -------------------------------------------------- |
| Reichskanzler                                      | Hermann Müller                                                             | SPD                                                |
| Auswärtiges Amt                                    | Gustav Stresemann († 3. Oktober 1929)                                      | DVP                                                |
| Auswärtiges Amt                                    | Julius Curtius (4. bis 11. Oktober 1929 kommissarisch, dann Außenminister) | DVP                                                |
| Reichsministerium des Innern                       | Carl Severing                                                              | SPD                                                |
| Reichsministerium der Justiz                       | Erich Koch-Weser (bis 13. April 1929)                                      | DDP                                                |
| Reichsministerium der Justiz                       | Theodor von Guérard (ab 13. April 1929)                                    | Zentrum                                            |
| Reichsministerium der Finanzen                     | Rudolf Hilferding (bis 21. Dezember 1929)                                  | SPD                                                |
| Reichsministerium der Finanzen                     | Paul Moldenhauer (ab 23. Dezember 1929)                                    | DVP                                                |
| Reichsministerium für Wirtschaft                   | Julius Curtius (bis 11. November 1929)                                     | DVP                                                |
| Reichsministerium für Wirtschaft                   | Paul Moldenhauer (bis 23. Dezember 1929)                                   | DVP                                                |
| Reichsministerium für Wirtschaft                   | Robert Schmidt (ab 23. Dezember 1929)                                      | SPD                                                |
| Reichsministerium für Ernährung                    | Hermann Dietrich                                                           | DDP                                                |
| Reichsministerium für Arbeit                       | Rudolf Wissell                                                             | SPD                                                |
| Reichswehrministerium                              | Wilhelm Groener                                                            | (parteilos)                                        |
| Reichsministerium für Verkehr                      | Theodor von Guérard (bis 6. Februar 1929)                                  | Zentrum                                            |
| Reichsministerium für Verkehr                      | Georg Schätzel (kommissarisch ab 7. Februar 1929)                          | BVP                                                |
| Reichsministerium für Verkehr                      | Adam Stegerwald (ab 13. April 1929)                                        | Zentrum                                            |
| Reichsministerium für das Postwesen                | Georg Schätzel                                                             | BVP                                                |
| Reichsministerium für die besetzten Gebiete        | Theodor von Guérard (kommissarisch bis 6. Februar 1929)                    | Zentrum                                            |
| Reichsministerium für die besetzten Gebiete        | Carl Severing (kommissarisch ab 7. Februar 1929)                           | SPD                                                |
| Reichsministerium für die besetzten Gebiete        | Joseph Wirth (ab 13. April 1929)                                           | Zentrum                                            |

Innerhalb der SPD wurde Hermann Müller für das Amt des Reichskanzlers favorisiert. Anfänglich konkurrierende Überlegungen, den preußischen Ministerpräsidenten Otto Braun in Personalunion auch zum Kanzler des Reiches vorzuschlagen, wurden rasch verworfen. Reichspräsident Paul von Hindenburg hätte lieber den DVP-Vorsitzenden Ernst Scholz als Kanzler gesehen, ließ sich jedoch von seiner Kamarilla überzeugen, die sich von einer sozialdemokratischen Kanzlerschaft mittelfristig eine Abnutzung der SPD versprach.
Am 12. Juni 1928 betraute Hindenburg Müller schließlich mit der Regierungsbildung. Dennoch wirkte der Reichspräsident weiterhin bei der Regierungsbildung mit. Er setzte Wilhelm Groener als Reichswehrminister durch und lehnte die Ernennung von Joseph Wirth vom linken Zentrumsflügel zum Vizekanzler ab. Das Zentrum entsandte schließlich allein Theodor von Guérard als „Beobachter“ in das Kabinett, in dem er das Amt des Verkehrsministers übernahm. Eine volle Regierungsbeteiligung wollte das Zentrum damit nicht verbunden sehen. Auch die DVP sträubte sich. Sie wollte zunächst nur dann in die Reichsregierung eintreten, wenn sie auch in Preußen an der Regierung beteiligt würde. Sie verlangte dort die Erweiterung der Weimarer Koalition um die DVP. Erst das energische Einschreiten von Gustav Stresemann, der unter Müller wieder Außenminister wurde, führte zum Einlenken der DVP.
Nachdem sich die Regierungsbildung über Wochen hingezogen hatte, trat Müller schließlich am 3. Juli 1928 mit seiner Regierungserklärung vor das Parlament. Eine formale Koalitionsregierung konnte er jedoch nicht präsentieren. Die Regierung verstand sich vielmehr als „Kabinett der Persönlichkeiten“ – die Fraktionen, aus denen die Minister kamen, behielten sich die Opposition gegen Teile der Regierungspolitik vor. Auch viele Reichstagsabgeordnete der SPD, der mit Abstand größten Regierungspartei, blieben gegenüber der neuen Regierung reserviert. Sie wünschten sich SPD-Minister als Erfüllungsgehilfen der Fraktion und der Partei. Insgesamt konnte von einer breit gesicherten Unterstützung der Regierung durch die Regierungsparteien nicht gesprochen werden. Erst am 13. April 1929 wurde aus dem „Kabinett der Persönlichkeiten“ eine klassische Koalitionsregierung auf der Basis einer Koalitionsvereinbarung. Zuvor war von Guérard zurückgetreten, um eine stärkere Ministerbeteiligung des Zentrums zu erzwingen. Dies gelang schließlich, seit April 1929 war das Zentrum mit drei Ministern vertreten.

## Streit um den Panzerkreuzer A
Zu Beginn seiner Amtszeit geriet das neue Kabinett in eine schwere Krise. Grund dafür waren die konfliktreichen politischen Auseinandersetzungen um das Panzerschiff A in der Öffentlichkeit und in der Regierung selbst. Der Versailler Vertrag machte dem Deutschen Reich erhebliche rüstungspolitische Auflagen. Neubauten von Kriegsschiffen waren jedoch nicht gänzlich untersagt. Die Reichswehr drängte noch unter der Regierung Marx energisch auf den Bau neuer Panzerkreuzer, die angeblich als Ersatz für veraltete Einheiten gedacht waren. Während der Reichsrat sich unter der Führung Preußens im Dezember 1927 gegen den Bau ausgesprochen hatte, stimmte der Reichstag mit der damaligen Mehrheit der Bürgerblockparteien für den Bau. Der Reichsrat antwortete am Tag der Reichstagsauflösung, am 31. März 1928, mit der Forderung an das nunmehr nur noch geschäftsführende Kabinett, den Bau des Schiffes frühestens nach dem 1. September 1928 und nach erneuter Prüfung der finanziellen Lage zu bewilligen. Im Reichstagswahlkampf von 1928 hatten die Linksparteien SPD und KPD dieses Projekt scharf kritisiert und die Forderung aufgestellt, dieses Rüstungsvorhaben zugunsten von sozialpolitischen Vorhaben aufzugeben. Ihre Wahlkampfparole lautete: „Kinderspeisung statt Panzerkreuzer“. Auch die DDP hielt das Rüstungsvorhaben für ein wenig sinnvolles Prestigeprojekt der Marine. Während der Koalitionsverhandlungen drängte allerdings die DVP auf den Bau des Schiffes und berief sich auf den entsprechenden Beschluss des vorigen Reichstages. Sie wurde dabei vom Zentrum unterstützt, allerdings nur halbherzig. Die DDP hielt sich zurück. Um die Bildung der Koalition nicht zu gefährden, wurde ein Beschluss zunächst zurückgestellt.
Die Frage holte das Kabinett im August 1928 wieder ein, als Reichswehrminister Groener im Kabinett den Antrag stellte, die erste Rate für den Bau des Panzerkreuzers A zu bewilligen. Dem standen nach Auskunft des Finanzministers Rudolf Hilferding auch keine finanzpolitische Bedenken entgegen. Groener drohte mit seinem Rücktritt, falls dieses Vorhaben durch die neue Regierung verhindert werde. Auch Gerüchte über einen dann folgenden Rücktritt des Reichspräsidenten erhöhten den Druck auf die sozialdemokratischen Kabinettsmitglieder. Diese wollten kurz nach ihrer Amtsaufnahme weder eine Regierungs- noch gar eine Verfassungskrise heraufbeschwören und stimmten schließlich der Bewilligung von Geldern zu.
Dieser Kabinettsbeschluss stieß in der Reichstagsfraktion der Sozialdemokraten und in der Gesamtpartei auf heftige Kritik. Die KPD nutzte die Situation, um ein Volksbegehren gegen den Panzerkreuzerbau zu starten. Auf diese Weise unter Druck gesetzt, beschloss die SPD-Fraktion, einen Antrag auf Beendigung des Kriegsschiffbauprojekts zu stellen. In der Reichstagsabstimmung über diesen Antrag herrschte am 15. November 1928 strenger Fraktionszwang, so dass auch die drei SPD-Minister und der Kanzler gegen den Regierungsbeschluss stimmen mussten, den sie Wochen vorher im Kabinett noch mitgetragen hatten. Dies kam einem Misstrauensvotum gegen sich selbst gleich. Dieses Abstimmungsverhalten wurde den Sozialdemokraten in der bürgerlichen Öffentlichkeit als Mangel an Regierungsfähigkeit vorgehalten. Joseph Wirth vom Zentrum sprach offen von einer „schleichenden Krise des deutschen Parlamentarismus“. Das Abstimmungsverhalten der Sozialdemokraten konnte die Bewilligung von Geldern für den Panzerkreuzerbau zudem nicht verhindern, denn die bürgerlichen Parteien brachten eine Mehrheit gegen den SPD-Antrag auf Stopp des Rüstungsvorhabens zustande.
Mitte Juni 1929 stand die zweite Rate für den Panzerkreuzer A zur Diskussion, allerdings ohne in der Öffentlichkeit für ähnliche Kontroversen zu sorgen. Im Reichstag stellte die Fraktion der KPD den Antrag, diese Rate zu streichen. Die SPD-Fraktion stimmte dem Antrag der Kommunisten zu. Die sozialdemokratischen Kabinettsmitglieder waren diesmal jedoch nicht an einen Fraktionszwang gebunden. Sie stimmten gegen den KPD-Antrag und gehörten damit zur Reichstagsmehrheit.

## Ruhreisenstreit
Eine erste große sozial- und wirtschaftspolitische Krise musste die Große Koalition im so genannten Ruhreisenstreit bewältigen, der „größte(n) und längste(n) Aussperrung, die Deutschland bis dahin erlebt hatte“. Dieser Konflikt wurde von Oktober bis Dezember 1928 in der Eisen- und Stahlindustrie an Rhein und Ruhr ausgetragen.
Erste Anzeichen einer sich eintrübenden Konjunktur waren für den regional zuständigen Metallarbeitgeberverband Anlass, gewerkschaftliche Forderungen nach einer Tariferhöhung abzulehnen und stattdessen in den entsprechenden Tarifverhandlungen nur eine Verlängerung des bestehenden Vertrags anzubieten, bei gleichzeitiger geringfügiger Erhöhung der Entgelte für Niedriglohngruppen. Die Tarifparteien konnten sich nicht einigen, so dass ein staatlich bestellter Schlichter, Oberlandesgerichtsrat Wilhelm Joetten, am 26. Oktober 1928 die Entscheidung zu treffen hatte. Die Gewerkschaften akzeptierten seinen Schlichterspruch, die Arbeitgeber lehnten ihn ab. In einem seit 1923 üblich gewordenen Rechtsverfahren konnte der Reichsarbeitsminister, im konkreten Fall jetzt der Sozialdemokrat Rudolf Wissell, den Schiedsspruch in solch einer Situation für allgemeinverbindlich erklären.
Bereits am 13. Oktober 1928 hatten die Arbeitgeber ihren Belegschaften aber zum 28. Oktober gekündigt und die Betriebe geschlossen. Sie waren im Unterschied zu früher auch nicht mehr bereit, Allgemeinverbindlichkeitserklärungen zu akzeptieren, so dass am 1. November tatsächlich ca. 200.000 bis 260.000 Beschäftigte ausgesperrt waren. Die Arbeitgeber gingen außerdem gerichtlich gegen Zwangsschlichtung und Allgemeinverbindlichkeitserklärung vor. Für die Haltung der Arbeitgeber war der Inhalt des Schiedsspruchs von geringerer Bedeutung. Wichtiger war ihnen das Verfahren an sich. Stichentscheide (durch eine Person) erschienen ihnen unangemessen. Vor allem aber hielten sie das Verfahren der Allgemeinverbindlichkeitserklärung für einen Ausdruck von staatlicher Lohnfestsetzung. Die sozialpolitischen Neuerungen der Republik, zu denen der Achtstundentag, die Tarifautonomie und die mit dem Gesetz über Arbeitsvermittlung und Arbeitslosenversicherung (AVAVG) 1927 eingeführte Arbeitslosenversicherung gehörten, hielten sie – wie Allgemeinverbindlichkeitserklärungen zur Beendigung von Tarifauseinandersetzungen – für Fehlentwicklungen, die zurückgedrängt werden sollten. Zu einem Zeitpunkt, als erneut eine sozialdemokratisch geführte Regierung auf Reichsebene etabliert war, setzten die Arbeitgeber das Arbeitskampfmittel Aussperrung ein, um der „staatlichen Lohnfindung“ energisch entgegenzutreten. Die vorherigen bürgerlichen Regierungen hatten sie in dieser Hinsicht geschont.
Die Öffentlichkeit reagierte überwiegend mit Ablehnung, weil die Arbeitgeber das noch laufende Schlichtungsverfahren nicht abgewartet hatten, sondern flächendeckende Kündigungen aussprachen, und weil die dann folgende Aussperrung so viele Beschäftigte betraf. Von den Ausgesperrten waren 160.000 nicht gewerkschaftlich organisiert und daher ganz ohne gewerkschaftliche Unterstützungsgelder. Leistungen aus der Arbeitslosenversicherung durften nicht gewährt werden. So warnte beispielsweise die Frankfurter Zeitung am 30. Oktober 1928: Es ist mit aller Deutlichkeit zu sagen, daß die Sabotierung eines verbindlichen Schiedsspruches durch Stillegung sich nicht etwa bloß gegen die Arbeiter, sondern gegen eine staatliche Einrichtung, also gegen den Staat richtet und daher eine Art revolutionären Aktes darstellt. Die Allgemeinheit kann sich dem unter keinen Umständen unterwerfen.
Mit ihrem Vorgehen hatten die Unternehmer nicht nur große Teile der Presse gegen sich. Auch Bischöfe und Professoren veranstalteten Sammlungen für die Ausgesperrten. Einige Städte im östlichen Revier gingen dazu über, Fürsorgeleistungen an die betroffenen Arbeiter zu zahlen, ohne vorab deren individuelle Bedürftigkeit zu prüfen und ohne diese Zahlungen mit einer späteren Rückzahlungspflicht zu verbinden. Auch der Reichstag bewilligte am 17. November 1928 – mit den Stimmen der DVP – Sondermittel für die unbürokratische Unterstützung der Ausgesperrten. Erst am 4. Dezember wurde die Aussperrung aufgehoben.
Diese Erfahrung führte in Teilen des schwerindustriellen Unternehmerlagers dazu, nach Alternativen zur parlamentarischen Willensbildung zu suchen und verstärkt auf autoritäre Regierungsformen zu setzen. Teilerfolge, die sie im Ruhreisenstreit erringen konnten, reichten nicht mehr aus, um sie an das parlamentarische Regierungssystem der Republik zu binden. Zu diesen Teilerfolgen zählte, dass schließlich ein Sonderschlichter, Innenminister Carl Severing, den Entscheid des Arbeitsministers zum großen Teil aufhob und am 21. Dezember 1928 einen Sonderschiedsspruch fällte, der unter dem lag, den sein Ministerkollege Wissell für verbindlich erklärt hatte. Auch das Reichsarbeitsgericht erließ am 22. Januar 1929 ein den Unternehmern entgegenkommendes endgültiges Urteil: Stichentscheide wurden darin für generell unzulässig erklärt. Das konkrete Schiedsverfahren sei überdies durch Formfehler geprägt gewesen.

## Radikalisierungen in der Parteienlandschaft
In den Monaten der Großen Koalition vollzog sich eine Radikalisierung in Teilen der Parteienlandschaft. Auch jene Kräfte, die Parlamentarismus und Demokratie bejahten, waren von diesen Tendenzen betroffen, zumindest indirekt.
Die SPD sah sich starken Angriffen von links ausgesetzt, seit die KPD sich die Sozialfaschismusthese zu eigen gemacht hatte und die Sozialdemokratie darum zunehmend zum „Hauptfeind“ machte. Auch wenn die SPD die tragende Kraft der Koalition war, nahm die Koalitionsmüdigkeit vor allem auf dem linken Flügel immer stärker zu. Neben der Kritik etwa in der Panzerkreuzerfrage spielte dabei auch die grundsätzliche Skepsis gegen ein Bündnis mit rechten Parteien eine Rolle. Ihr Reichstagsabgeordneter Max Seydewitz (später KPD und SED) äußerte, dass die Koalitionspolitik „eine große Gefahr für die Sozialdemokratie, für die Arbeiterklasse und für den Bestand der Republik“ sei. Paul Levi, ein zur SPD zurückgekehrter Mitbegründer der KPD, bezeichnete die Koalition gar als „Karikatur einer Regierung.“ Im Übrigen war ein Teil der Linken bereit, die Regierungsverantwortung bis zu einer neuen revolutionären Situation den bürgerlichen Parteien zu überlassen, hielt man doch den Bestand der Republik für gesichert. Auch wenn die Mehrheit der Partei weiter hinter der Regierung stand, machen Äußerungen wie diese deutlich, dass es selbst in der SPD erhebliche Vorbehalte gegen eine fortgesetzte Regierungsbeteiligung gab.
Am anderen Ende des Parteienspektrums hatte die NSDAP bei Wahlen auf Reichsebene zwar kaum Erfolg. Bemerkenswert war jedoch ihr Abschneiden in einigen ländlichen Krisenregionen an der Westküste Holsteins, insbesondere in Dithmarschen. Dort erreichte sie bei den Reichstagswahlen 1928 Stimmenanteile um die 18 Prozent, in den Geestgemeinden sogar noch deutlich höhere Werte. Den Nationalsozialisten gelang es auch, von anderen Rechtsparteien als legitimer Bündnispartner anerkannt zu werden, beispielsweise bei der Kampagne gegen den Young-Plan (siehe unten). Ferner gewann sie unter Studenten mehr und mehr Anhänger. Die DNVP legte sich unter dem neuen Vorsitzenden Alfred Hugenberg, der über ein großes Verlags- und Zeitungsimperium verfügte und dem als früherem Krupp-Direktor der Großteil der schwerindustriellen Spenden zufloss, auf einen kompromisslosen Kurs gegen die Republik fest.
Auch das Zentrum bewegte sich mit der Wahl von Ludwig Kaas am 29. Dezember 1928 deutlich nach rechts. Kaas lehnte die Partei wieder stärker an die katholische Kirche an. Zu einem „Führertum großen Stils“ äußerte er sich öffentlich zustimmend. Auch hatte er mehrfach abschätzige Bemerkungen zur Außenpolitik Stresemanns gemacht, die er für „erledigt“ hielt. Das Zentrum wolle er von den „unberechenbaren Zufälligkeiten des parlamentarischen Wetterwechsels“ unabhängig machen. All das zeigte, dass die Partei dabei war, von republikanischen Standpunkten abzurücken.

## Young-Plan
Außenpolitisch stand die endgültige Festsetzung der Reparationen im Vordergrund, die Deutschland nach den Bestimmungen des Versailler Vertrags leisten musste. Seit 1924 galt hier der Dawes-Plan, der allerdings keine Endsumme festgelegt hatte. Die Höhe der Zahlungen, die das Deutsche Reich mittlerweile aufbringen musste, war für die Reichsregierung angesichts sich verschlechternder Konjunkturdaten ein Motiv, auf Änderungen zu drängen.
Das Ergebnis der Verhandlungen stand am 7. Juni 1929 fest: der so genannte Young-Plan, benannt nach Owen D. Young, dem Vorsitzenden der in Paris tagenden internationalen Expertenrunde. Dieser Plan sah vor, dass Deutschland bis 1988 Reparationszahlungen an die neu einzurichtende Bank für Internationalen Zahlungsausgleich in Basel zu leisten hatte. Die Kapitalsumme der Reparationen wurde auf rund 36 Milliarden Reichsmark festgelegt. Die Jahresraten sollten sich in den ersten zehn Jahren auf 2 Milliarden Reichsmark belaufen, danach ansteigen und nach 37 Jahren wieder absinken. Die jährlichen Transferleistungen wurden in zwei Teile geteilt: Ein Teil der Jahresrate war „ungeschützt“ und musste von Deutschland in jedem Fall gezahlt werden. Dieser Teil konnte in Anleihen „mobilisiert“ werden, wodurch die Gläubiger sofort Geld bekamen und Deutschland mit seinen jährlichen Zahlungen Verzinsung und Tilgung zu übernehmen hatte. Hieran hatte vor allem Frankreich großes Interesse. Der zweite, „geschützte“ Teil konnte bei ungünstigen finanziellen Rahmenbedingungen für höchstens zwei Jahre gestundet werden. In diesem Fall sollte ein Beratender Sonderausschuss zusammentreten, um die deutschen Zahlungsprobleme zu untersuchen. Ob dieser Ausschuss eine Revision des ansonsten als „endgültig“ geltenden Plans vorschlagen durfte, war zwischen deutschen und französischen Kommentatoren umstritten. Der Young-Plan sah ferner vor, dass die ausländische Kontrolle über die deutschen Finanzen, insbesondere die Reichsbank, entfiel. Überdies enthielt die Übereinkunft eine Regelung, die zur Minderung der deutschen Reparationslast führte, falls die Vereinigten Staaten auf Kriegsschulden verzichten würden, die die Alliierten im Weltkrieg bei ihnen gemacht hatten.
Im Gegenzug für die deutsche Zustimmung zur Neuregelung der Reparationen kam Frankreich Deutschland in der Frage der Rheinlandbesetzung entgegen. Eine in Den Haag tagende internationale Konferenz über den Young-Plan legte hier im August 1929 vorzeitige Räumungstermine fest. Zum ersten dieser Termine wurde der 30. November 1929 bestimmt, der zweite und zugleich letzte fiel nun auf den 30. Juni 1930. Das war gegenüber den Bestimmungen des Versailler Vertrags ein Vorziehen von fünf Jahren.
Ob der Young-Plan als Erfolg der Außenpolitik von Gustav Stresemann zu beurteilen sei, ist in der Forschung umstritten. Zwar entsprach die Senkung der Annuitäten ebenso den deutschen Wünschen wie der um fünf Jahre vorgezogene Abzug der ausländischen Truppen aus dem Rheinland. Dafür hatte sich Deutschland aber für die nächsten 59 Jahre zu Reparationszahlungen in einer Höhe verpflichten müssen, von der niemand sagen konnte, ob sie realistisch war. Problematisch erschien weniger die Aufbringung der Summe, als ihr Transfer: Die Reparationsgläubiger nahmen das Geld nur in Gold oder Devisen an. Da die deutsche Handelsbilanz seit Jahren passiv war, hatte man diese Devisen durch private Kreditaufnahme im Ausland beschafft. Der Young-Plan war, wie der Berliner Historiker Henning Köhler schreibt, „ein wirtschaftlicher Schönwetterplan, der nur bei weiterem Zufluss ausländischer Kredite und halbwegs befriedigender Wirtschaftslage funktionieren konnte.“ Aber eben danach sah es nach dem New Yorker Börsenkrach vom 24. Oktober 1929 nicht aus.
Mit mehr oder weniger lauten Bedenken befürworteten alle Parteien der Großen Koalition den Young-Plan, der schließlich im März 1930 vom Reichstag ratifiziert wurde. Teilweise parallel zum Young-Plan wurde das Deutsch-Polnische Liquidationsabkommen verhandelt und beschlossen. Es regelte den gegenseitigen Verzicht auf finanzielle Forderungen beider Staaten und schuf Rechtssicherheit für die deutsche Minderheit in Polen. Es handelt sich dabei um einen der wenigen konkreten Schritte zur Normalisierung der Beziehung beider Staaten.
Schon vorher aber hatte auf der politischen Rechten ein groß angelegter demagogischer Feldzug gegen den Young-Plan begonnen. Vor allem die vorgesehene Dauer der Reparationszahlungen wurde dabei ausgeschlachtet. Die zentrale publizistische Rolle in der Agitation übernahm Alfred Hugenberg, der seine Zeitungen auf die Anti-Young-Kampagne festlegte. Politisch wurde bereits am 9. Juli 1929 ein Bündnis gegen den Young-Plan geschmiedet, das neben der DNVP, dem Stahlhelm und dem Alldeutschen Verband einige Interessenparteien sowie auch die NSDAP umfasste. Adolf Hitler war neben Hugenberg, Stahlhelm-Führer Franz Seldte und dem Alldeutschen Heinrich Claß gleichberechtigter Partner. Dieses Parteienbündnis präsentierte ein so genanntes Freiheitsgesetz, das es auch „Gesetz gegen die Versklavung des deutschen Volkes“ nannte. Der Gesetzentwurf forderte die Aufhebung der Kriegsschuld-Artikel des Versailler Vertrags sowie die bedingungslose und sofortige Räumung des Rheinlands. Des Weiteren sollte es der Reichsregierung verboten sein, neue Lasten und Verpflichtungen gegenüber den früheren Kriegsgegnern einzugehen; und Mitgliedern der Reichsregierung drohte die Verurteilung wegen Landesverrats, sollten sie den Young-Plan unterzeichnen.
Die Gesetzesinitiative scheiterte in dem Volksentscheid gegen den Young-Plan am 22. Dezember 1929 deutlich. Statt der notwendigen 21 Millionen wurden nur 5,8 Millionen Ja-Stimmen für die Initiative abgegeben. Die NSDAP konnte sich in der Kampagne gegen den Young-Plan jedoch als radikal nationalistisch profilieren. Dies bescherte ihr Erfolge bei den Wahlen auf Landesebene. Bei den Wahlen zum Badischen Landtag (27. Oktober 1929) erreichten die Nationalsozialisten 7 Prozent der Stimmen, in Lübeck kamen sie am 10. November 1929 auf 8,1 Prozent. Bei der Landtagswahl in Thüringen (8. Dezember 1929) entfielen 11,3 Prozent aller Stimmen auf die NSDAP, was erstmals zu einer Regierungsbeteiligung auf Landesebene führte – Wilhelm Frick wurde Minister für Inneres und Volksbildung.

## Finanzprobleme, Arbeitslosenversicherung und Bruch der Koalition
Die Finanzprobleme der Regierung blieben ungelöst. Da alle Parteien der Großen Koalition die Annahme des Young-Plans durch eine Reichstagsmehrheit wollten, wurden in der Finanzpolitik grundsätzliche Lösungen nur aufgeschoben. Tragfähige Kompromisse fanden insbesondere die Flügelparteien der Großen Koalition, also DVP und SPD, kaum noch.
Das erste Problem betraf die dramatischen Liquiditätsschwierigkeiten, mit denen das Reich spätestens seit Mitte 1929 mit jedem Monatsende und jedem Quartalswechsel konfrontiert wurde. Mehrfach stand es vor der Zahlungsunfähigkeit. Die nachlassende Binnenkonjunktur warf vorangegangene Steuerschätzungen über den Haufen. Außerdem sorgte sie für ein Ansteigen der Arbeitslosenzahlen, für die die Arbeitslosenversicherung nicht ausgelegt war – das Reich musste hier stetig Gelder zuschießen.
Die Parteien waren sich auch beim zweiten, umfangreicheren Themenkomplex uneins. Die Vorstellungen, wie man zu einer Konsolidierung des Haushalts und zum Abbau der aufgelaufenen Staatsverschuldung kommen sollte, lagen weit auseinander. Die DVP und die hinter ihr stehenden Unternehmerverbände forderten mit Bezug auf Finanzreformen primär Ausgabensenkungen, vor allem auf dem Feld der Sozialpolitik. Dabei favorisierten sie Leistungskürzungen der Arbeitslosenversicherung. Wenn es Steuererhöhungen überhaupt geben musste, dann sollten nach Meinung der DVP möglichst Verbrauchsteuern ins Auge gefasst werden, wie zum Beispiel die Tabaksteuer, die Biersteuer oder die Branntweinsteuer. Eine Erhöhung der Direkten Steuern (zum Beispiel auf Vermögen oder Einkommen) wurde hier abgelehnt.
Verbrauchsteuererhöhungen stießen bei der SPD überwiegend auf Ablehnung, die hier eine unzulässige Belastung „der Massen“ sah, die sie dann nicht mittragen wollte, wenn „die Besitzenden“ nicht auch ihren besonderen Teil zur Haushaltskonsolidierung beitrugen. Eine Erhöhung der Biersteuer wurde überdies von der Bayerischen Volkspartei durchgehend abgelehnt.
Die Wege zu einer Finanzreform waren aus den gleichen Interessensgegensätzen verbaut wie die zu einer noch umfassenderen Steuerreform. Wer belastet, wer nicht belastet und wer entlastet werden sollte, war in einem Maß umstritten, dass sich handlungsrelevante gemeinsame Ansätze nicht finden ließen.
Rudolf Hilferding scheiterte schließlich an diesen Themen und bat am 20. Dezember 1929 um seine Entlassung als Finanzminister. Der Präsident der Reichsbank, Hjalmar Schacht, hatte zuvor die Finanzpolitik der Regierung öffentlich als unsolide gebrandmarkt und anschließend durchsetzen können, dass 1930 450 Millionen Reichsmark zusätzlich aufzubringen waren, die dem Schuldenabbau zu dienen hatten. Die von Hilferding geplante Senkung und Abschaffung bestimmter Steuerarten war damit hinfällig. Schacht konnte diesen Schuldenabbau durchsetzen, weil die Lösung des massiven Kassenproblems zum Jahresultimo 1929 von der Reichsbank abhing. Ohne wohlwollende Haltung des Reichsbankpräsidenten war im Dezember der notwendige Kredit zur Überbrückung der Liquiditätsengpässe nicht zu beschaffen.
Das dritte und die Koalition letztlich sprengende Problem war die Arbeitslosenversicherung. Dieser 1927 eingeführte Zweig der Sozialversicherung war auf das Maximum einer Unterstützung von 800.000 Arbeitslosen ausgelegt. Mit Hilfe eines Notstocks konnten noch einmal weitere 600.000 Arbeitslose versorgt werden. Der beginnende wirtschaftliche Abschwung führte jedoch rasch zu einem Anwachsen der Arbeitslosenzahlen deutlich über diese Belastungsgrenzen hinaus. Bereits im Februar 1929 wurden 2,8 Millionen Arbeitslose gezählt. Das Reich war per Gesetz gezwungen, das Defizit der Versicherung mithilfe von Zuschüssen aus dem Reichshaushalt auszugleichen.
Um aus der Sackgasse einer permanenten und immer höheren Bezuschussung hinauszufinden, boten sich prinzipiell zwei Lösungen an. Zum einen hätte der Beitragssatz, der bei 3 Prozent lag, erhöht werden können. Beschäftigte und Unternehmen brachten diesen Satz zu gleichen Teilen auf. Diese Lösung wurde von den Gewerkschaften und den Sozialdemokraten vorgeschlagen. Zum anderen hätten Leistungen gekürzt werden können – das war das zentrale Ansinnen der Unternehmer und der mit ihr verbundenen DVP. Die gegensätzlichen Positionen blieben hier verhärtet. Die Gewerkschaften fürchteten einen Abbau sozialstaatlicher Errungenschaften – sie sahen schon im Ruhreisenstreit ein solches Vorhaben durchscheinen. Die Unternehmer befürchteten ihrerseits einen Verlust der internationalen Konkurrenzfähigkeit, wenn sich der Faktor Arbeit durch Beitragserhöhungen verteuern würde. Sie forderten stattdessen konstante Beitragssätze und außerdem steuerliche Entlastungen, die die Unternehmen zur Bildung von mehr Eigenkapital nutzen sollten. Trotz zahlreicher Einigungsversuche kam es zu keiner grundsätzlichen Lösung. Auch eine Novelle des AVAVG vom 12. Oktober 1929 blieb „nur ein Torso“, der das Finanzierungsproblem nicht behob. Erst am 21. Dezember 1929 wurde der Beitragssatz doch auf 3,5 Prozent angehoben. Für eine nachhaltig entlastende Wirkung sorgte aber auch diese Beitragshöhe nicht. Die Zahl der Arbeitslosen lag im März 1930 bei 3 Millionen.
Die Sozialdemokraten forderten eine weitere Beitragserhöhung. Ergänzend dazu schlugen sie auch einen Solidarbeitrag der „Festbesoldeten“ vor: Die Beamten und Angestellten im öffentlichen Dienst sollten mit 3 Prozent ihres Gehalts zur Sanierung der Arbeitslosenversicherung beitragen. Diese Vorstellungen wurden von der DVP strikt abgelehnt. Dort verlangte man „innere Reformen“, also Leistungskürzungen und straffere Verwaltung.
Heinrich Brüning, der Vorsitzende der Zentrumsfraktion, versuchte am 27. März 1930 noch einen Kompromiss, der die offene Frage der Reform der Arbeitslosenversicherung auf den Herbst 1930 verschob. Seine Kompromissformel ließ offen, ob ein halbes Jahr später Leistungen gekürzt, Beiträge erhöht oder Steuern zur Bezuschussung der Arbeitslosenversicherung angehoben würden. Brünings Vorschlag sah allerdings einen in seiner Höhe jetzt von vornherein begrenzten Festzuschuss des Reiches (also nicht mehr unbegrenzte Zuschüsse) vor. Dieser letzte Kompromissversuch wurde schließlich von der SPD-Fraktion abgelehnt. Die Sozialdemokraten forderten weiter eine Erhöhung der Beiträge sowie eine Beibehaltung klarer gesetzlicher Pflichten des Reiches, die Arbeitslosenversicherung in Notlagen ausreichend zu bezuschussen. In der Diskussion der SPD-Reichstagsfraktion plädierte Reichsarbeitsminister Wissell zusammen mit Vorstandsvertretern der Freien Gewerkschaften für eine Ablehnung des Brüning-Kompromisses.
Hermann Müller, der für eine Annahme des Kompromisses geworben hatte, reichte nach dem Ablehnungsbeschluss der SPD-Fraktion am Abend des 27. März 1930 beim Reichspräsidenten die Demission des Gesamtkabinetts ein. Hindenburg ernannte bereits drei Tage später Heinrich Brüning zum Kanzler. Die sozialdemokratischen Minister wurden im neuen Kabinett durch Konservative und Vertraute Hindenburgs ersetzt. Brüning konnte auf das Machtmittel der Notverordnungen zurückgreifen, das der Reichspräsident Hermann Müller gezielt vorenthalten hatte. Der neue Reichskanzler machte in seiner Regierungserklärung sogleich deutlich, dass er notfalls auch ohne Parlament die aus seiner Sicht notwendigen Entscheidungen durchsetzen werde. Er drohte, den Reichspräsidenten um die Auflösung des Reichstags zu bitten, falls dieser seinen Vorstellungen nicht folgten wolle.
Seit geraumer Zeit schon und mehrfach hatte die Einflussgruppe um Hindenburg, hatten Personengruppen aus der Reichswehr, Teile der Schwerindustrie und Großagrarier nach Wegen gesucht, eine Regierung ohne und gegen die Sozialdemokratie zu etablieren. Die damit einhergehende Schwächung des Parlaments war für diese Interessengruppen kein Hindernis, sondern ein notwendiger und begrüßenswerter Akt der autoritär-präsidialen Wende.

## Urteil der Historiker
Nicht die gesamte Regierungszeit des Kabinetts Müller II wird kontrovers diskutiert, sondern nur ihr Ende. Die Streitfrage dabei lautet, wer die Hauptverantwortung dafür trägt, dass der Reichstag durch die Inthronisierung der Präsidialkabinette so erheblich an politischem Gewicht verloren hat bzw. dafür, dass die Große Koalition im März 1930 auseinanderbrach. Diese Diskussion über das Ende der Regierungszeit ist zugleich eine Diskussion über die Ausgangsbedingungen und den Stellenwert des Kabinetts Brüning I.
Zwei Thesen stehen sich gegenüber. Die erste wurde vor allem durch Werner Conze formuliert. Er betonte, die Krise des Parteiensystems sei der Hauptgrund für das Scheitern der parlamentarisch verankerten Regierungen gewesen. Vor allem die Sozialdemokratie habe sich am Ende der Kanzlerschaft von Hermann Müller Kompromissen verweigert. Deshalb sei die Koalition auseinandergebrochen. Auf die Große Koalition folgte nach Conze nicht sofort der Versuch, den Parlamentarismus in Deutschland systematisch zurückzudrängen. Brüning habe stattdessen versucht, die gefährdete Demokratie in Deutschland zu retten.
Die zweite, gegenteilige These geht vor allem auf die Arbeiten von Karl Dietrich Bracher zurück. Sie interpretiert die Kanzlerschaft von Heinrich Brüning als erste Stufe der Auflösung der Weimarer Republik und weist den alten Machteliten – Reichspräsident, Reichswehr, Großlandwirtschaft und Schwerindustrie – die Verantwortung für das Scheitern des Parlamentarismus zu. Bereits deutlich vor dem Ende der Regierung Müller II hätten die parlamentskritischen Positionen der alten Eliten stark in die DVP hinein gewirkt, deren Führung darum bis zuletzt zielstrebig an der Ablösung der von der Sozialdemokratie getragenen Regierung mitgewirkt habe. Die Ablehnung des Brüning-Kompromisses am 27. März 1930 durch die SPD wird gemäß dieser These gelegentlich als taktischer Fehler kritisiert, nicht aber als Grund für das Scheitern des Parlamentarismus angesehen.
Die Forschungen zum Ende der Großen Koalition und zum Beginn der Präsidialkabinette machen insgesamt deutlich, wie sehr in allen Parteien, die die Große Koalition gebildet hatten, der Vorrat der innenpolitischen Kompromissbereitschaft seit Herbst des Jahres 1929 verbraucht wurde. Sie haben auch gezeigt, dass zu dieser Regierung im Frühjahr 1930 vor allem von Gegnern der Sozialdemokratie im Umfeld des Reichspräsidenten Hindenburg eine antiparlamentarische Alternative aufgebaut worden war, die die politische Stellung des Reichstags insgesamt schwächte. Das erste Präsidialkabinett Brüning war demnach nicht nur eine Folge des Scheiterns der Großen Koalition, sondern als geplante Regierungsalternative auch eine der Ursachen dieses Scheiterns.